# Revelstoke
Revelstoke – miasto w Kanadzie, w południowo-wschodniej Kolumbii Brytyjskiej, w dystrykcie Columbia-Shuswap. W 2011 liczyło 6 722 mieszkańców.
Znajduje się 641 km na wschód od Vancouver i 415 km na zachód od Calgary. Przez miasto przepływa rzeka Kolumbia. Wschodnią część miasta zajmują góry Selkirk i Park Narodowy Glacier. W zachodniej części znajduje się jezioro Shuswap.